# Renan Fonseca
Renan de Oliveira Fonseca, mais conhecido como Renan Fonseca (Ouro Fino, 13 de agosto de 1990), é um futebolista brasileiro que atua como zagueiro. Atualmente, defende o Galo Maringá, por empréstimo de Inter de Limeira.

## Carreira
Cria da base da Ponte Preta, em 2009 foi promovido ao profissional para a disputa da série B, atuando em 6 partidas, no ano seguinte disputou o Campeonato Paulista e o Campeonato nacional, em 2011 foi empresto ao CRAC, e em seguida com o fim do seu contrato foi contratado pelo Red Bull Brasil, no ano seguindo foi para o Marília e depois para o Ituano.
Em 2013 foi contratado pelo Santa Cruz até o final do ano, após o termino do ano por um bom campeonato que fez, renovou com o clube.
Em 2015 foi contratado pelo Botafogo.
No clube carioca foi o jogador com maior numero de jogos no ano, sendo titular incontestável com o treinador René Simões e Ricardo Gomes. Ao lado de Willian Arão, atuou todas as 19 partidas do campeonato carioca. 
Na estreia do Botafogo no Campeonato Carioca de 2016, Renan fez o segundo gol na vitória de 2 X 0 diante do Bangu, em São Januário. 

## Títulos
Santa Cruz
- Campeonato Pernambucano: 2013
- Campeonato Brasileiro - Série C: 2013

Botafogo
- Taça Guanabara: 2015
- Campeonato Brasileiro - Série B: 2015

Ponte Preta
- Campeonato Paulista do Interior: 2018

### Prêmios individuais
- Melhor Zagueiro do Campeonato Brasileiro da Serie B: 2015
- Melhor Zagueiro do Campeonato Brasileiro da Serie C: 2013